# Joan Guiraud Rotger
Joan Guiraud Rotger (Pollença, Mallorca, 1862 - Pollença, Mallorca, 1887) vas ser un poeta i sacerdot mallorquí.
Fou ordenat de sacerdot el 1886. Més endavant seria el capellà de can Llabrés. A més de sacerdot i poeta fou també un arqueòleg afeccionat, impulsor de les escoles catòliques. Als Jocs Florals de Barcelona va obtenir un premi extraordinari i un accèssit amb els poemes La catedral gòtica i Desolació. La seva obra poètica fou publicada pòstumanent a Poesies (1888), amb un pròleg de Miquel Costa i Llobera, que fou publicat pòstumament per la Biblioteca Parroquial de Pollença. L'any 1906 va ser declarat fill il·lustre de la vila. Més endavant, s'acordà fer-li un retrat per a la galeria de fills il·lustres en l'Ajuntament de Pollença, retrat que va ser pintat per Eugène Mossgraber. El 1914 se li donà el nom de "Joan Guiraud Rotger" a un carrer de la vila de Pollença.